# Puente San Pedro
Puente San Pedro är en ort i kommunen Otzolotepec i delstaten Mexiko i Mexiko. Samhället hade 2 271 invånare vid folkräkningen 2020.